# والش ۷۳۹۸
سیارک ۷۳۹۸ (به انگلیسی: 7398 Walsh، نامگذاری:1986VM) هفت هزار و سیصد و نود و هشتمین سیارک کشف شده‌است که در ۳ نوامبر ۱۹۸۶ کشف شد.
قدر مطلق سیارک برابر ۱۴٫۵۰ است.